# کوه سرده
کوه سرده به ارتفاع ۲۷۷۷ متر در شهرملایراز طرفی مشرف به روستای ازناو قراردارد.
منطقه پشت کوه سرده منطقه محافظت شده لشکر دره می باشد . چون این کوه پشت به آفتاب قرار دارد و ارتفاع بیشتری نسبت به کوه گرمه دارد، بنابراین به کوه سرده معروف شده‌است.